# Varese Football Club 1990-1991
Questa pagina raccoglie le informazioni riguardanti il Varese Football Club nelle competizioni ufficiali della stagione 1990-1991.

## Stagione
Nella stagione 1990-1991 il Varese ha disputato il girone A del campionato di Serie C1. Con 30 punti in classifica si è piazzato in quindicesima posizione ed è retrocesso in Serie C2.

## Rosa
| N. |                   | Ruolo | Calciatore          |
| -- | ----------------- | ----- | ------------------- |
|    | Italia (bandiera) | A     | Gabriele Ambrosetti |
|    | Italia (bandiera) | C     | Mauro Antonioli     |
|    | Italia (bandiera) | C     | Marco Bolis         |
|    | Italia (bandiera) | D     | Fabio Bonadei       |
|    | Italia (bandiera) | D     | Luigi Danova        |
|    | Italia (bandiera) | P     | Claudio Fadoni      |
|    | Italia (bandiera) | D     | Roberto Fontanini   |
|    | Italia (bandiera) | P     | Ettore Gandini      |
|    | Italia (bandiera) | C     | Bruno Limido        |
|    | Italia (bandiera) | C     | Alessandro Mazzola  |

| N. |                   | Ruolo | Calciatore        |
| -- | ----------------- | ----- | ----------------- |
|    | Italia (bandiera) | D     | Antonio Modica    |
|    | Italia (bandiera) | A     | Adriano Mosele    |
|    | Italia (bandiera) | D     | Giuseppe Pedretti |
|    | Italia (bandiera) | D     | Gianluca Pessotto |
|    | Italia (bandiera) | A     | Carlo Prelli      |
|    | Italia (bandiera) | C     | Ulisse Raza       |
|    | Italia (bandiera) | D     | Enrico Sala       |
|    | Italia (bandiera) | C     | Franco Salvadè    |
|    | Italia (bandiera) | D     | Sean Sogliano     |
|    | Italia (bandiera) | D     | Richard Vanigli   |

## Risultati

### Campionato

#### Girone di andata
| 16 settembre 1990 1ª giornata | Pavia | 2 – 2 | Varese |  |

| 23 settembre 1990 2ª giornata | Varese | 0 – 1 | Casale |  |

| 30 settembre 1990 3ª giornata | Fano | 1 – 0 | Varese |  |

| 7 ottobre 1990 4ª giornata | Varese | 1 – 1 | Carpi |  |

| 14 ottobre 1990 5ª giornata | Vicenza | 0 – 2 | Varese |  |

| 21 ottobre 1990 6ª giornata | Varese | 0 – 1 | Trento |  |

| 4 novembre 1990 7ª giornata | Spezia | 3 – 1 | Varese |  |

| 11 novembre 1990 8ª giornata | Baracca Lugo | 0 – 1 | Varese |  |

| 18 novembre 1990 9ª giornata | Varese | 1 – 1 | Monza |  |

| 25 novembre 1990 10ª giornata | Venezia | 0 – 1 | Varese |  |

| 2 dicembre 1990 11ª giornata | Varese | 1 – 2 | Como |  |

| 9 dicembre 1990 12ª giornata | Carrarese | 1 – 1 | Varese |  |

| 16 dicembre 1990 13ª giornata | Varese | 1 – 1 | Mantova |  |

| 30 dicembre 1990 14ª giornata | Chievo | 1 – 0 | Varese |  |

| 6 gennaio 1991 15ª giornata | Varese | 0 – 1 | Pro Sesto |  |

| 13 gennaio 1991 16ª giornata | Piacenza | 2 – 0 | Varese |  |

| 20 gennaio 1991 17ª giornata | Varese | 1 – 1 | Empoli |  |

#### Girone di ritorno
| 3 febbraio 1991 18ª giornata | Varese | 2 – 2 | Pavia |  |

| 10 febbraio 1991 19ª giornata | Casale | 0 – 0 | Varese |  |

| 17 febbraio 1991 20ª giornata | Varese | 1 – 0 | Fano |  |

| 24 febbraio 1991 21ª giornata | Carpi | 0 – 0 | Varese |  |

| 3 marzo 1991 22ª giornata | Varese | 2 – 0 | Vicenza |  |

| 17 marzo 1991 23ª giornata | Trento | 1 – 2 | Varese |  |

| 24 marzo 1991 24ª giornata | Varese | 0 – 0 | Spezia |  |

| 30 marzo 1991 25ª giornata | Varese | 0 – 1 | Baracca Lugo |  |

| 7 aprile 1991 26ª giornata | Monza | 2 – 1 | Varese |  |

| 14 aprile 1991 27ª giornata | Varese | 1 – 1 | Venezia |  |

| 28 aprile 1991 28ª giornata | Como | 0 – 0 | Varese |  |

| 5 maggio 1991 29ª giornata | Varese | 0 – 0 | Carrarese |  |

| 12 maggio 1991 30ª giornata | Mantova | 1 – 3 | Varese |  |

| 19 maggio 1991 31ª giornata | Varese | 1 – 0 | Chievo |  |

| 26 maggio 1991 32ª giornata | Pro Sesto | 1 – 0 | Varese |  |

| 2 giugno 1991 33ª giornata | Varese | 2 – 2 | Piacenza |  |

| 9 giugno 1991 34ª giornata | Empoli | 2 – 1 | Varese |  |